# Nati nel 1949/Maggio
| Questa pagina contiene informazioni ricavate automaticamente dalle voci biografiche con l'ausilio del template Bio e di un bot. L'aggiornamento è periodico e automatico e ricostruisce completamente la pagina. Se manca una persona in questa lista, sei pregato di non aggiungerla, ma accertati piuttosto che la sua voce biografica contenga il template Bio e che i dati anagrafici siano correttamente compilati. Se il template Bio manca, inseriscilo tu stesso o, in alternativa, metti l'avviso {{tmp\|Bio}} che ne segnala la mancanza. Se i dati riportati sono sbagliati, correggi direttamente la voce biografica; le modifiche saranno visibili in questa lista entro pochi giorni. Per chiarimenti vedi il progetto biografie. La lista contiene solo le 273 persone che sono citate nell'enciclopedia e per le quali è stato implementato correttamente il template Bio. Pagina aggiornata al 10 mar 2025. |

- 1º maggio - Douglas Barr, attore, regista e sceneggiatore statunitense
- 1º maggio - Massimo Maria Berruti, politico e militare italiano († 2018)
- 1º maggio - Roberto Bonanni, attore italiano
- 1º maggio - Leslie Bovee, ex attrice pornografica statunitense
- 1º maggio - Tulio Furlanič, cantante, batterista e percussionista sloveno
- 1º maggio - Manfred Gruber, politico austriaco
- 1º maggio - Tim Hodgkinson, musicista e compositore inglese
- 1º maggio - Margo Miller, ex schermitrice statunitense
- 1º maggio - Martina Reichelt, ex cestista tedesca
- 1º maggio - Giorgio Salvadè, politico e medico svizzero († 2012)
- 1º maggio - Ryszard Skowronek, ex multiplista polacco
- 1º maggio - Alejandro Tejeda, ex cestista e allenatore di pallacanestro dominicano
- 1º maggio - Paul Teutul, Sr., imprenditore e produttore televisivo statunitense
- 1º maggio - Nadir Vekiloğlu, ex cestista e allenatore di pallacanestro turco
- 1º maggio - Stanisław Zając, politico e avvocato polacco († 2010)
- 1º maggio - Fayez al-Tarawneh, politico giordano († 2021)
- 1º maggio - Gílson Paulo, allenatore di calcio brasiliano
- 2 maggio - Walter Corbo, ex calciatore uruguaiano
- 2 maggio - Paolo Franchi, giornalista italiano
- 2 maggio - Zygmunt Kalinowski, ex calciatore polacco
- 2 maggio - Edoardo Podberscek, ex martellista italiano
- 2 maggio - Zdenko Verdenik, allenatore di calcio sloveno
- 3 maggio - Ron Canada, attore statunitense
- 3 maggio - Paolo Fabricatore, ex arbitro di calcio italiano
- 3 maggio - Saverio Garbarino, doppiatore e attore italiano
- 3 maggio - Boy Hayje, pilota automobilistico olandese
- 3 maggio - Leopoldo Luque, calciatore argentino († 2021)
- 3 maggio - Severino Saccardi, giornalista e politico italiano
- 3 maggio - Albert Sacco, ex astronauta statunitense
- 3 maggio - Ron Wyden, politico statunitense
- 3 maggio - Annerösli Zryd, ex sciatrice alpina svizzera
- 4 maggio - Angelo Carella, calciatore e allenatore di calcio italiano († 2023)
- 4 maggio - Zal Cleminson, chitarrista britannico
- 4 maggio - Gregg Diamond, produttore discografico statunitense († 1999)
- 4 maggio - John Force, pilota automobilistico statunitense
- 4 maggio - Mariella Gramaglia, politica italiana († 2014)
- 4 maggio - Maddalena Grassano, ex velocista italiana
- 4 maggio - Kim Mohan, autore di giochi e curatore editoriale statunitense († 2022)
- 4 maggio - Graham Swift, scrittore britannico
- 4 maggio - Laura duPont, tennista statunitense († 2002)
- 5 maggio - Maurizio Carnevali, pittore e scultore italiano
- 5 maggio - Roberto Cecchi, architetto italiano
- 5 maggio - Étienne Chicot, attore francese († 2018)
- 5 maggio - Julio Dalmao, ex calciatore uruguaiano
- 5 maggio - David Dumville, storico e medievista britannico († 2024)
- 5 maggio - Haruo Kamimura, goista giapponese († 2022)
- 5 maggio - Tony Parkes, ex calciatore e allenatore di calcio inglese
- 5 maggio - Roberto José Corrêa, cestista brasiliano († 2021)
- 5 maggio - Ron Smith, allenatore di calcio e ex calciatore inglese
- 5 maggio - Larry Steele, ex cestista e allenatore di pallacanestro statunitense
- 5 maggio - David Toop, compositore, scrittore e giornalista britannico
- 6 maggio - Rolf Bjørnsen, ex calciatore norvegese
- 6 maggio - David Leestma, ex astronauta statunitense
- 6 maggio - Thérèse Liotard, attrice francese
- 6 maggio - Octávio Machado, allenatore di calcio e ex calciatore portoghese
- 6 maggio - John Pawson, designer e architetto britannico
- 6 maggio - Tsvi Piran, astrofisico israeliano
- 6 maggio - Stephen J. Rivele, sceneggiatore statunitense († 2024)
- 6 maggio - Gian Marco Schivo, ex altista italiano
- 6 maggio - Alessandro Zanon, tecnico del suono italiano
- 7 maggio - Marie-George Buffet, politica francese
- 7 maggio - Marilyn Burns, attrice statunitense († 2014)
- 7 maggio - Robert Gatt, ex calciatore maltese
- 7 maggio - William Lloyd, ex tennista australiano
- 8 maggio - Divino Otelma, personaggio televisivo italiano
- 8 maggio - Vincenzo De Luca, politico italiano
- 8 maggio - Giuseppe Di Fabio, politico italiano
- 8 maggio - Vicent Franch, giurista, politologo e scrittore spagnolo
- 8 maggio - Vasyl' Ovsijenko, scrittore e attivista ucraino († 2023)
- 8 maggio - Giuseppe Pignatone, ex magistrato italiano
- 8 maggio - Per Sundberg, schermidore svedese († 2015)
- 8 maggio - Mohamed bin Hammam, dirigente sportivo qatariota
- 9 maggio - Oleg Jur'evič At'kov, cosmonauta e medico sovietico
- 9 maggio - Nancy Cuomo, cantante e produttrice discografica italiana
- 9 maggio - Michael Herz, regista, attore e sceneggiatore statunitense
- 9 maggio - Dan Irimiciuc, ex schermidore rumeno
- 9 maggio - Billy Joel, cantautore, pianista e compositore statunitense
- 9 maggio - Jake Jones, ex cestista statunitense
- 9 maggio - Bob Margolin, chitarrista statunitense
- 9 maggio - Ibrahim Baré Maïnassara, militare e politico nigerino († 1999)
- 9 maggio - Elmore Smith, ex cestista statunitense
- 10 maggio - Michel Coroller, ex ciclista su strada francese
- 10 maggio - Mike Maloy, cestista e allenatore di pallacanestro statunitense († 2009)
- 10 maggio - Satoshi Mori, ex cestista giapponese
- 10 maggio - Hans Reichel, inventore tedesco († 2011)
- 11 maggio - João Botelho, regista e sceneggiatore portoghese
- 11 maggio - Cien Caras, wrestler messicano
- 11 maggio - Trygve Christophersen, ex calciatore norvegese
- 11 maggio - Ollie Johnson, ex cestista statunitense
- 11 maggio - Brian Morenz, ex hockeista su ghiaccio canadese
- 11 maggio - Klemens Schnorr, organista e musicista tedesco
- 11 maggio - Radimir Čačić, politico croato
- 12 maggio - Piero Fantastichini, scultore e pittore italiano
- 12 maggio - Moto Hagio, fumettista giapponese
- 12 maggio - Elena Salgado, politica e economista spagnola
- 13 maggio - Franklyn Ajaye, attore statunitense
- 13 maggio - Gregory Areshian, storico e archeologo armeno († 2020)
- 13 maggio - Valentino Balboni, pilota automobilistico italiano
- 13 maggio - Maurizio Bertucci, giornalista e politico italiano
- 13 maggio - Giorgio Draskovic, produttore cinematografico italiano († 2019)
- 13 maggio - Jean Gallice, ex calciatore francese
- 13 maggio - Catherine Guigon, giornalista e scrittrice francese
- 13 maggio - Christopher Reid, poeta e scrittore britannico
- 13 maggio - Nebojša Vučković, allenatore di calcio e calciatore serbo († 2019)
- 13 maggio - Zoë Wanamaker, attrice statunitense
- 14 maggio - Nelli Ferjabnikova, ex cestista e allenatrice di pallacanestro sovietica
- 14 maggio - Jim Folsom Jr., politico statunitense
- 14 maggio - David Palterer, architetto, designer e artista israeliano
- 14 maggio - Giovanni Santucci, vescovo cattolico italiano
- 14 maggio - Antonio Savino, ex brigatista italiano
- 14 maggio - Klaus-Peter Thaler, ex ciclista su strada e ciclocrossista tedesco
- 15 maggio - George Adams, ex cestista statunitense
- 15 maggio - Renato Cinquegranella, mafioso italiano
- 15 maggio - Frank Culbertson, astronauta statunitense
- 15 maggio - Raquel Giscafré, ex tennista argentina
- 15 maggio - Mario Guarnera, cantautore italiano
- 15 maggio - Leena Luostarinen, pittrice finlandese († 2013)
- 15 maggio - Maurizio Silvi, truccatore italiano († 2022)
- 16 maggio - Gilles Bertould, ex velocista francese
- 16 maggio - Agostino Catalano, poliziotto italiano († 1992)
- 16 maggio - Ferruccio Furlanetto, basso italiano
- 16 maggio - Itamar Marzel, ex cestista israeliano
- 16 maggio - Haig Oundjian, ex pattinatore artistico su ghiaccio britannico
- 16 maggio - Herbert Rittberger, pilota motociclistico tedesco
- 17 maggio - Bill Bruford, batterista britannico
- 17 maggio - Francesca Calvo, politica italiana († 2003)
- 17 maggio - Jennifer Fish, ex pattinatrice di velocità su ghiaccio statunitense
- 17 maggio - Lorenza Foschini, giornalista e scrittrice italiana
- 17 maggio - Claudio Garzelli, dirigente sportivo e ex calciatore italiano
- 17 maggio - Martina Grunert, ex nuotatrice tedesca
- 17 maggio - Dave Hebner, statunitense († 2022)
- 17 maggio - Earl Hebner, statunitense
- 17 maggio - Andrew Latimer, chitarrista, flautista e compositore britannico
- 17 maggio - Vidmer Mercatali, politico italiano
- 17 maggio - Manny Paner, ex cestista filippino
- 17 maggio - Nurit Peled-Elhanan, filologa e traduttrice israeliana
- 18 maggio - Giulia Adamo, politica italiana
- 18 maggio - Georges Leekens, ex calciatore e allenatore di calcio belga
- 18 maggio - Moondog King, wrestler canadese († 2005)
- 18 maggio - Marco Perella, attore statunitense
- 18 maggio - David Pulkkinen, ex hockeista su ghiaccio canadese
- 18 maggio - Pat Rabbitte, politico irlandese
- 18 maggio - José Maria Rodrigues Alves, ex calciatore brasiliano
- 18 maggio - Massimo Rugge, patologo e oncologo italiano
- 18 maggio - Antun Stipančić, tennistavolista croato († 1991)
- 18 maggio - Rick Wakeman, tastierista e compositore britannico
- 18 maggio - Bill Wallace, bassista e insegnante canadese
- 18 maggio - Terry Zwigoff, regista, sceneggiatore e produttore cinematografico statunitense
- 19 maggio - Joe Borg, ex calciatore maltese
- 19 maggio - François Félix, ex calciatore francese
- 19 maggio - Ashraf Ghani, politico e economista afghano
- 19 maggio - Dusty Hill, bassista, tastierista e cantante statunitense († 2021)
- 19 maggio - Archie Manning, ex giocatore di football americano statunitense
- 19 maggio - Suzy Hunt, ex modella britannica
- 19 maggio - Larry Wallis, chitarrista, cantautore e produttore discografico britannico († 2019)
- 19 maggio - John Wayne Todd, oratore statunitense († 2007)
- 20 maggio - Luigi Angeletti, ex politico italiano
- 20 maggio - Valter Bielli, politico italiano
- 20 maggio - Joe Higgins, politico irlandese
- 20 maggio - Martin Lang, ex schermidore statunitense
- 20 maggio - István Major, altista ungherese († 2014)
- 20 maggio - Mary Pope Osborne, scrittrice statunitense
- 20 maggio - Giuliano Pisapia, politico, avvocato e giornalista italiano
- 20 maggio - Nick Rahall, politico statunitense
- 20 maggio - Michèle Roberts, scrittrice e poetessa inglese
- 20 maggio - Kiril Stankov, calciatore bulgaro († 1992)
- 20 maggio - Dave Thomas, regista e comico canadese
- 21 maggio - Stefano Anzi, imprenditore e ex sciatore alpino italiano
- 21 maggio - Hermes Aquino, cantautore, musicista e compositore brasiliano
- 21 maggio - Marie-Marguerite Dufay, politica francese
- 21 maggio - Griffo, fumettista belga
- 21 maggio - Arno, cantautore e attore belga († 2022)
- 21 maggio - József Horváth, ex calciatore ungherese
- 21 maggio - Tasos Kōnstantinou, calciatore cipriota († 2019)
- 21 maggio - Tin Maung Maung, ex calciatore birmano
- 21 maggio - David Needham, ex calciatore inglese
- 21 maggio - Rosalind Plowright, mezzosoprano e attrice britannica
- 21 maggio - Ljubov' Poliščuk, attrice russa († 2006)
- 21 maggio - Will Ryan, doppiatore statunitense († 2021)
- 22 maggio - Cheryl Campbell, attrice britannica
- 22 maggio - Gabriella Cristiani, montatrice e regista italiana
- 22 maggio - Antonio Di Grado, critico letterario e saggista italiano
- 22 maggio - Nancy Hollister, politica statunitense
- 22 maggio - Valentin Inzko, politico e diplomatico austriaco
- 22 maggio - Carlo Jacomuzzi, ex calciatore e dirigente sportivo italiano
- 22 maggio - Gordon Jolley, ex giocatore di football americano statunitense
- 22 maggio - Ieuan Wyn Jones, politico gallese
- 22 maggio - Ania Marson, attrice britannica
- 22 maggio - Raymond Martin, ex ciclista su strada francese
- 22 maggio - Derek Quinnell, ex rugbista a 15 e imprenditore britannico
- 22 maggio - Azuma Takashi, artista marziale giapponese († 2021)
- 22 maggio - Juan Verdugo, ex calciatore spagnolo
- 22 maggio - Manlio Vitale, mafioso italiano
- 23 maggio - Isabel Celaá, docente e politica spagnola
- 23 maggio - Maurizio Danielli, canottiere italiano († 2016)
- 23 maggio - Daniel DiNardo, cardinale e arcivescovo cattolico statunitense
- 23 maggio - Alan García Pérez, politico peruviano († 2019)
- 23 maggio - Allan A. Goldstein, regista, sceneggiatore e produttore cinematografico statunitense
- 23 maggio - Edvard Kozynkevyč, calciatore sovietico († 1994)
- 23 maggio - Andreas Kōnstantinou, calciatore cipriota († 2015)
- 23 maggio - Duncan McLeod, ex calciatore scozzese
- 24 maggio - Hubert Birkenmeier, ex calciatore tedesco
- 24 maggio - Jim Broadbent, attore britannico
- 24 maggio - Steve Cohen, politico statunitense
- 24 maggio - Aurelio De Laurentiis, produttore cinematografico e imprenditore italiano
- 24 maggio - Roger Deakins, direttore della fotografia britannico
- 24 maggio - Rob Edwards, attore britannico
- 24 maggio - Ricardo Franco, regista, sceneggiatore e attore spagnolo († 1998)
- 24 maggio - Giorgio Giomo, ex cestista italiano
- 24 maggio - Roberto Meroi, giornalista e storico italiano
- 24 maggio - Geoff Westley, produttore discografico, compositore e direttore d'orchestra britannico
- 25 maggio - Colonel Abrams, cantante statunitense († 2016)
- 25 maggio - Nerina Dirindin, politica italiana
- 25 maggio - Georgios III, arcivescovo ortodosso cipriota
- 25 maggio - Joybubbles, statunitense († 2007)
- 25 maggio - Jamaica Kincaid, scrittrice antiguo-barbudana
- 25 maggio - Lama Dino Cian Ciub Ghialtzen, sociologo italiano
- 25 maggio - Rauno Miettinen, ex sciatore nordico finlandese
- 25 maggio - Zevegying Oidov, ex lottatore mongolo
- 25 maggio - Roberto Santini, scrittore italiano († 2010)
- 25 maggio - Barry Windsor-Smith, fumettista britannico
- 26 maggio - Jeremy Corbyn, politico britannico
- 26 maggio - Ward Cunningham, programmatore statunitense
- 26 maggio - John Dearman, ex cestista e dirigente sportivo statunitense
- 26 maggio - Pam Grier, attrice statunitense
- 26 maggio - Hank Kashiwa, dirigente d'azienda, ex sciatore alpino e commentatore televisivo statunitense
- 26 maggio - Tom McCleister, attore statunitense
- 26 maggio - Dan Pastorini, ex giocatore di football americano statunitense
- 26 maggio - Philip Michael Thomas, attore, cantante e ballerino statunitense
- 26 maggio - Hank Williams Jr., cantautore e musicista statunitense
- 27 maggio - Terry Collins, allenatore di baseball statunitense
- 27 maggio - Giorgio Colombo, giocatore di biliardo italiano
- 27 maggio - Alma Guillermoprieto, giornalista messicana
- 27 maggio - Serge Patrick Poitras, vescovo cattolico canadese
- 27 maggio - Christa Vahlensieck, ex maratoneta e mezzofondista tedesca
- 28 maggio - Marc Abraham, produttore cinematografico, regista e sceneggiatore statunitense
- 28 maggio - Joseph Alfidi, pianista, compositore e direttore d'orchestra statunitense († 2015)
- 28 maggio - Martha L. Canfield, ispanista, poetessa e traduttrice uruguaiana
- 28 maggio - Antonio Fava, attore teatrale, scrittore e drammaturgo italiano
- 28 maggio - Steve King, politico statunitense
- 28 maggio - Jean-Paul Poletti, musicista francese
- 28 maggio - Ennio Tricomi, compositore e produttore discografico italiano
- 28 maggio - Wendy O. Williams, cantante statunitense († 1998)
- 29 maggio - Bruno Biriaco, batterista e direttore d'orchestra italiano
- 29 maggio - Gina Bovaird, pilota motociclistica statunitense
- 29 maggio - Andrew Clements, scrittore statunitense († 2019)
- 29 maggio - Yvette Gastauer-Claire, medaglista e scultrice lussemburghese
- 29 maggio - Brian Kidd, ex calciatore e allenatore di calcio inglese
- 29 maggio - Loyd King, ex cestista e allenatore di pallacanestro statunitense
- 29 maggio - Wilhelm Kreuz, allenatore di calcio e ex calciatore austriaco
- 29 maggio - Franco Ongarato, ex ciclista su strada italiano
- 29 maggio - Francis Rossi, cantante e chitarrista inglese
- 29 maggio - Cotter Smith, attore statunitense
- 30 maggio - Hans Baumgartner, ex lunghista tedesco
- 30 maggio - Andrea Buonpadre, mafioso italiano († 1983)
- 30 maggio - P.J. Carlesimo, allenatore di pallacanestro statunitense
- 30 maggio - Klaus Flouride, bassista statunitense
- 30 maggio - Bjørn Trygve Grydeland, diplomatico e politico norvegese
- 30 maggio - Rüdiger Joswig, attore e doppiatore tedesco
- 30 maggio - Lydell Mitchell, ex giocatore di football americano statunitense
- 31 maggio - Peter Anderson, allenatore di calcio e ex calciatore inglese
- 31 maggio - Tom Berenger, attore e produttore cinematografico statunitense
- 31 maggio - Frank Carrodus, ex calciatore inglese
- 31 maggio - Massimo Colomban, imprenditore italiano
- 31 maggio - Ed Fisher, ex giocatore di football americano statunitense
- 31 maggio - Walter Fleming, cestista peruviano († 2020)
- 31 maggio - Tapio Kantanen, ex siepista finlandese
- 31 maggio - Michael Keller, compositore di scacchi tedesco
- 31 maggio - Rosamond McKitterick, medievista britannica
- 31 maggio - Toma Ovici, ex tennista romeno
- 31 maggio - Khil Raj Regmi, politico nepalese
- 31 maggio - Gerardo Scala, attore italiano
- 31 maggio - Maria Strumolo, ex nuotatrice italiana